# Pelecopsis digitulus
Pelecopsis digitulus är en spindelart som beskrevs av Robert Bosmans och Abrous 1992. Pelecopsis digitulus ingår i släktet Pelecopsis och familjen täckvävarspindlar.
Artens utbredningsområde är Algeriet. Inga underarter finns listade i Catalogue of Life.